# Paradoxurins
Els paradoxurins (Paradoxurinae) són una subfamília de mamífers carnívors de la família dels vivèrrids.

## Taxonomia
Està formada per 10 espècies diferents, de les quals 9 són civetes.
- Gènere Arctictis
  - Binturong (Arctictis binturong)
- Gènere Arctogalidia
  - Civeta de palmera de dents petites (Arctogalidia trivirgata)
- Gènere Macrogalidia
  - Civeta de palmera de Sulawesi (Macrogalidia musschenbroekii)
- Gènere Paguma
  - Civeta de palmera emmascarada (Paguma larvata)
- Gènere Paradoxurus
  - Civeta de palmera comuna (Paradoxurus hermaphroditus)
  - Civeta de palmera de Jerdon (Paradoxurus jerdoni)
  - Civeta de palmera daurada (Paradoxurus zeylonensis)